# Parkesia motacilla
Parkesia motacilla là một loài chim trong họ Parulidae.